# Virus del mosaico de la higuera
Virus del mosaico de la higuera —FMV— es un virus ARN monocatenario negativo, agente causal de la enfermedad del mosaico de la higuera —FMD—. Es un miembro del género Emaravirus, familia Fimoviridae, transmitido principalmente por el ácaro eriófido Aceria ficus. Las manifestaciones pueden ser varíadas, y sus consecuencias de diversa gravedad, entre ellas, clorosis, deformidad y mosaicos foliares, así como el aborto floral o la caída prematura del fruto.

## Historia
El mosaico de la higuera fue descrito en 1933 por Condit y Horne. En 2009 Jeewan Jyot Walia, Nida M. Salem, y Bryce W. Falk demostraron su etiología vírica. La enfermedad está presente en numerosos países donde se cultiva la higuera: Grecia, Italia, España, Turquía, Siria, Túnez, Argelia, Jordania, Nueva Zelanda, China, Gran Bretaña, Puerto Rico, Australia y los Estados Unidos.

## Clasificación
El virus FMV ha sido clasificado dentro del género Emaravirus, que se formó bastante recientemente y contiene otros virus vegetales. Emaravirus contiene de cuatro a seis segmentos del genoma. También son comunes en su modo de transmisión, que es a través de varias especies de ácaros eriófidos por mecanismos desconocidos, así como los modos mecánicos de transmisión. Además de FMV, el género Emaravirus también incluye el virus europeo de montaña asociado a la ceniza punto en anillo (EMARaV), el virus roseta de la rosa (RRV) y el virus de las manchas de la hoja de la frambuesa.

## Estructura del Genoma
El genoma FMV consiste en segmentado (multipartito) de sentido negativo, monocatenario RNA. Durante mucho tiempo se pensó que el genoma tenía cuatro segmentos, pero los hallazgos recientes han respaldado la existencia de seis segmentos del genoma de ARN. Cada segmento tiene un marco de lectura abierto (ORF). 
El primer segmento, FMV vcRNA 1 (7093 nt), es común a todos los virus del género Emaravirus y códigos para el virus 264 kDa RNA dependiente RNA polimerasa (RdRp), que tiene actividad de endonucleasa cerca del extremo N. El segundo segmento, vcRNA2, (2252 nt) codifica a 73 kDa glicoproteína putativa. FMV vcRNA3 (1490 nt) codifica a 35 kDa nucleocápsida (N) proteína. FMV vcRNA4 (1472 nt) codifica a 40.5 kDa proteína con función aún desconocida. 
Los dos segmentos descubiertos más recientemente, RNA5 y RNA6, a diferencia de los otros cuatro segmentos, no están altamente conservados dentro del género. Quizás esto se deba a que están truncados o son defectuosos, pero las funciones de las proteínas que codifican aún no están determinadas.

## Movimiento entre y dentro de las células (FMV-p4)
Como todos los virus de plantas, FMV codifica una proteína de movimiento (MP) para permitirle moverse entre celdas, generalmente aumentando los límites de exclusión de tamaño (SEL) del  plasmodesma para permitir el paso viral. FMV’s MP lo más probable es que sea p4, una inferencia que está respaldada por su localización en la membrana plasmática pero que aún no se ha demostrado de manera definitiva.

## Replicación del genoma mediante el secuestro de la tapa
FMV vcRNA 1 códigos para ARN dependiente de ARN polimerasa proteína (RdRp), que tiene función de endonucleasa en su extremo N y está empaquetada en el virión. Una vez que el virión ha entrado en una célula, RdRp se une al ARNm del huésped y utiliza la actividad de endonucleasa para escindir el  5’ cubierta metilada para usar como cebador para la síntesis de ARNm y como una forma de secuestrar la maquinaria de traducción del hospedador

## DMBs y LFPs
La infección con FMV da como resultado a cuerpos o partículas de doble membrana distintos, llamados DMBs o DMPs, 90-200 nm de diámetro en el citosol de células de parénquima infectadas. Estos cuerpos unidos a la membrana doble están rodeados por una matriz de fibrilla y se encuentran solo en las hojas que muestran los síntomas del mosaico a un nivel macro, nunca en el tejido no infectado utilizado como control.
Algunos cultivares también han mostrado partículas parecidas a virus (LFP) largas, flexibles y en forma de bastón en tejidos que muestran signos de necrosis. Estos tampoco se ven en los tejidos de control no infectados. Ninguno de los tipos tiene una función determinada.

## Síntomas
El FMV da como resultado una variedad de síntomas, algunos de los cuales podrían tener un fuerte detrimento agrícola, como la disminución del rendimiento de la fruta. Los síntomas incluyen la aparición de un patrón de mosaico de la hoja, defoliación, disminución del rendimiento de la fruta, vena bandas, puntos en anillos, distorsión y clorosis de las hojas, y manchas amarillas en las frutas.

## Desconocidos e investigaciones futuras
Todavía hay muchos aspectos de la estructura y función molecular de este virus que son desconocidos. La proteína codificada por el cuarto segmento en el genoma viral, RNA4, todavía tiene una función desconocida. Además, los mecanismos moleculares exactos de la replicación de FMV y la replicación de "Emaravirus" en general, aún no están confirmados. La investigación actual también está trabajando para aprender más sobre la naturaleza de los DMB / DMP, ya que son difíciles de aislar de las plantas infectadas.